# Woskóweczkowate
Woskóweczkowate – (Xenasmataceae Oberw.) – rodzina grzybów z rzędu gołąbkowców (Russulales).

## Charakterystyka
Nadrzewne grzyby saprotroficzne. Bazydiokarpy skórzaste do galaretowatych. System strzępkowy monomityczny, strzępki generatywne ze sprzążkami. Podstawki zwykle z 4 sterygmami i sprzążką bazalną. Bazydiospory bezbarwne.

## Systematyka
Pozycja w klasyfikacji według Index Fungorum: Xenasmataceae, Russulales, Incertae sedis, Agaricomycetes, Agaricomycotina, Basidiomycota, Fungi.
Według Index Fungorum bazującego na Dictionary of the Fungi do rodziny Xenasmataceae należą rodzaje:
- Clitopilina G. Arnaud 1951
- Phlebiella P. Karst. 1890 – żylaczka
- Xenasma Donk 1957
- Xenasmatella Oberw. 1965
- Xenosperma Oberw. 1965